# 1.ª División de Caballería del Aire

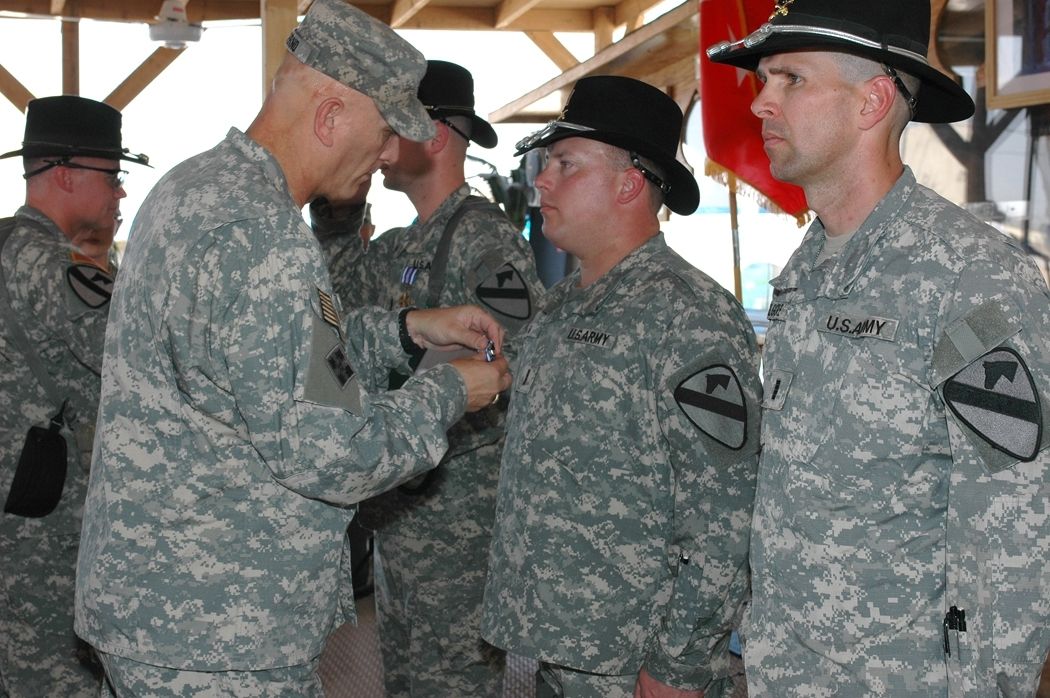
Teniente General Ray Odierno otorgando las Cruces de Vuelo Distinguido a los soldados de la división en Irak.

La División de Aviación de Combate de la Primera División de Caballería es una división de aviación divisional del Ejército de los Estados Unidos. Esta división se activó el 16 de septiembre de 1984.

## Estructura actual
La división está compuesta por:
- Cuarteles generales y sedes
- 1.er Batallón, 227.º Regimiento de Aviación («Attack»)
- 2.º Batallón, 227.º Regimiento de Aviación («Lobos»)
- 3.er Batallón, 227.° Regimiento de Aviación («SpearHead»)
- 7.° Escuadrón, 17.° Regimiento de Caballería («PaleHorse»)
- 615.º Batallón de Apoyo a la Aviación (615º ASB) («Cold Steel»)

## Historia

### Década de los 60
La historia de la aviación de combate en la 1.ª División de Caballería se remonta a 1963, cuando el ejército de los EE. UU. comenzó a reunir helicópteros en el 11.° Grupo de Aviación, 11.ª División de Asalto Aéreo (Prueba) en Fort Benning, Georgia, para probar el concepto aeromovilístico. El 11.º Grupo de Aviación incluyó a los Batallones de Aviación 227, 228 y 229. En 1965, los activos de la 11.ª División de Asalto Aéreo y la 2.ª División de Infantería se fusionaron para formar la 1.ª División de Caballería (Aeromóvil). Esto implicó una transferencia simultánea del intercambio de colores de la 1.ª División de Caballería, por aquel entonces establecida en Corea, con la 2.ª División de Infantería. El 1 de agosto de 1965, la 1.ª División de Caballería (Aeromóvil) se destinó a Vietnam. Los aviadores participaron en 14 campañas y recibieron siete condecoraciones durante sus siete años de servicio en Vietnam. El primer aviador del ejército de los Estados Unidos en recibir la Medalla de Honor en la Guerra de Vietnam fue miembro del 227.º Batallón de Aviación.
Tras su regreso de Vietnam, la 1.ª División de Caballería se reorganizó como una División TRICAP (Triple Capacidad) experimental con una brigada pesada (blindados), una brigada de vehículos aéreos y una brigada de aviación. Esta organización se consideró inviable y la división se reorganizó como una división de infantería pesada estándar. El elemento de aviación de la división se asignó al 227.° Batallón de Aviación. Los colores del 11.º Grupo de Aviación se separaron de la división después de la guerra y se asignaron a Alemania cambiando la bandera de un grupo de aviación existente que ya estaba establecido allí.
Según el Centro de Historia Militar del Ejército de los Estados Unidos, el linaje de la Brigada de Aviación de Combate, la 1.ª División de Caballería, comenzó cuando se constituyó, el 1 de septiembre de 1984 en el Ejército Regular como Cuartel General y Tropa de Cuartel General, Brigada de Caballería, 1.ª División de Caballería y se activó en Fort Hood, Texas. Fue reorganizada y rediseñada el 16 de octubre de 1996 como cuartel general y sede, Brigada de Aviación, 1.ª División de Caballería.
El 227.° Regimiento de Aviación parece haberse establecido el 16 de julio de 1987.

### Guerra del Golfo
A finales de 1990, la brigada se desplegó en el extranjero hacia Arabia Saudita, donde la unidad se posicionó para el combate en la Operación Escudo del Desierto . El 25 de febrero de 1991, con el inicio de la Operación Tormenta del Desierto, la brigada llevó a cabo una redada como parte del plan de engaño de la 1.ª División de Caballería para sorprender a las fuerzas iraquíes. Las unidades de la brigada servirían como vanguardia del movimiento de la división hacia el norte para cortar una división de la Guardia Republicana Iraquí en la retirada en Basora. A finales de la primavera de 1991, las unidades de la brigada se reasignaron a Fort Hood y sus estaciones de origen.

### Otras operaciones
En enero de 1993, la brigada desplegó aviones de mando y control en Kuwait. Con 48 horas de anticipación, la brigada se desplegó en Somalia, donde voló más de 500 horas de misiones de combate. En Bosnia, en 1999, la brigada se desplegó en la Operación Forja Conjunta. Las unidades sobrevolaron los Balcanes en apoyo de la Fuerza de Estabilización 4. Las misiones realizadas variaron desde apoyo general multinacional y mando y control aerotransportado hasta operaciones de movimiento aéreo.

### Guerra de Irak
Con el inicio de la Operación Libertad Iraquí en marzo de 2003, la brigada desplegó el 1.er Batallón, 227.ª de Aviación en Irak para operar con sus Longbow Apaches en operaciones de combate por primera vez. Allí, ayudaron a establecer las condiciones para la derrota del ejército iraquí y la liberación de Bagdad. En las primeras horas del 24 de marzo de 2003, los Longbow Apache de la 1.ª División de Caballería libraron una feroz batalla contra unidades de la División de Medina de la Guardia Republicana de Irak entre las ciudades de Karbala y Al Hilah, al sur de Bagdad.
Durante marzo de 2004, la brigada se desplegó en la Operación Libertad Iraquí II como parte de la Fuerza Operativa de Bagdad. La brigada luchó en toda la zona de operaciones de Bagdad y en Faluya, Náyaf, Kut, Karbala y Balad. La brigada voló más de 70 000 horas y fue reconocida con 84 premios por su valor, incluido el primer Aviador del ejército de los Estados Unidos con la Cruz de Servicio Distinguido, una Estrella de Plata y siete Cruces de Vuelo Distinguido.
En 2006, la brigada se desplegó en Taji (Irak) en apoyo a la Operación Libertad Iraquí (de 2006 a 2008). A finales de enero de 2007, la brigada participó en la Batalla de Náyif, en la que un 4-227, AH-64D fue derribado en operaciones de combate. Una semana después, un 1-227, AH-64D también fue derribado.
La brigada se desplegó en Taji (Irak) nuevamente en 2009 en apoyo a la Operación Libertad Iraquí (2009 a 2011).
En junio de 2011, la brigada se desplegó en Afganistán y regresó a partir de abril de 2012 tras ser reemplazada por la 12.ª División de Aviación de Combate de Alemania.

#### Acontecimientos del 12 de julio de 2007
El 12 de julio de 2007, tras varias escaramuzas en la zona, dos helicópteros Apache AH-64 del Equipo de Armas Aéreas de la División de Aviación de Combate observaron a un grupo de personas dando vueltas en una calle de Bagdad, entre los que parecía haber dos hombres armados y diez desarmados. Informaron que todos los del grupo estaban armados, suponiendo que eran insurgentes iraquíes y les dispararon, así como a una camioneta que buscaba recoger a los heridos, entre los que había un hombre gravemente herido e incapacitado por el primer ataque. Murió un total de 12 personas, incluido el periodista de Reuters llamado Noor-Eldeen y su conductor, Saeed Chmagh. Dos niños también resultaron gravemente heridos.
Los ataques recibieron cobertura de los medios de comunicación en todo el mundo tras la filtración de 39 minutos de imágenes de vídeo clasificadas en 2010. Las tripulaciones de Apache involucradas fueron criticadas por su decisión de atacar a un grupo mayoritariamente desarmado, por volver a atacar a los heridos, atacar a los hombres desarmados que acudieron en ayuda de los heridos y por el cruel lenguaje usado por las tripulaciones durante parte de aquellos ataques.

### Operaciones en tiempo de paz
Tras la devastación causada por el huracán Katrina en septiembre de 2005, la división desplegó el 2.° Batallón, 227.° Regimiento de Aviación, elementos del 615.° Batallón de Apoyo de Aviación y el equipo de mando de la brigada a Luisiana para apoyar las operaciones de auxilio en los desastre de Nueva Orleans. Inmediatamente después del redespliegue, 2-227 AVN, 615.º ASB y el equipo de mando de la brigada se trasladaron al este de Texas para ayudar en los rescates y auxilios tras el paso del huracán Rita. Poco después de regresar, el 2.° Batallón, el 227.° Regimiento de Aviación y el 615.° ASB se enviaron a una misión de ayuda humanitaria tras el terremoto de octubre de 2005 que devastó el norte de Pakistán.